# کازوناری نینومیا
نینومیا کازوناری (به ژاپنی: 和也 二宮 にのみや かずなり Kazunari Ninomiya) نام یک خواننده، ترانه‌پرداز، صداپیشه و هنرپیشه در کشور ژاپن است. نینومیا کازوناری عضو گروه ۵ نفرهٔ آراشی است که زیر نظر دفتر جانیز فعالیت می‌کنند. شروع فعالیت این گروه در سوم نوامبر ۱۹۹۹ در شهر هونولولو در هاوایی بوده‌است. شناخته‌شده‌ترین فیلمی که او در آن نقش ایفا کرده‌است، فیلم نامه‌هایی از ایوو جیما (۲۰۰۶) ساختهٔ کلینت ایستوود است.

## جوایز و نامزدی
| سال  | سازمان اهداکنندهٔ جایزه                       | جایزه                      | نام اثر                                                        | نتیجه    |
| ---- | -------------------------------------------- | -------------------------- | -------------------------------------------------------------- | -------- |
| ۲۰۰۳ | 10th Rendora 110Award                        | بهترین بازیگر              | Stand Up!! بایست                                               | برنده    |
| ۲۰۰۵ | 8th Nikkan Sports Drama Grand Prix (Winter)  | بهترین بازیگر نقش مکمل مرد | Yasashii Jikan ساعت مهربانی                                    | نامزدشده |
| ۲۰۰۵ | 16th Rendora 110Award                        | بهترین بازیگر نقش مکمل مرد | Yasashii Jikan ساعت مهربانی                                    | برنده    |
| ۲۰۰۷ | 15th Hashida Awards                          | جایزه هاشیدا               | Sukoshi wa, Ongaeshi ga Dekitakana کمی توانستم دینم را ادا کنم | برنده    |
| ۲۰۰۷ | 10th Nikkan Sports Drama Grand Prix (Winter) | بهترین بازیگر              | Haikei, Chichiue-sama پس از عرض سلام، پدرِ بزرگوارم             | برنده    |
| ۲۰۰۷ | 52nd Television Drama Academy Awards         | بهترین بازیگر              | Haikei, Chichiue-sama پس از عرض سلام، پدرِ بزرگوارم             | نامزدشده |
| ۲۰۰۷ | 11th Nikkan Sports Drama Grand Prix (Summer) | بهترین بازیگر              | Yamada Taro Monogatari داستان یامادا تارو                      | برنده    |
| ۲۰۰۷ | 54th Television Drama Academy Awards         | بهترین بازیگر              | Yamada Taro Monogatari داستان یامادا تارو                      | نامزدشده |
| ۲۰۰۷ | Monthly Galaxy Awards (September)            | Galaxy جایزه               | Marathon ماراتون                                               | برنده    |
| ۲۰۰۷ | 62nd Cultural Affairs Award                  | Hōsō Kojin Award           | Marathon ماراتون                                               | برنده    |
| ۲۰۰۸ | 12th Nikkan Sports Drama Grand Prix (Fall)   | بهترین بازیگر              | Ryūsei no Kizuna پیوند شهابی                                   | برنده    |
| ۲۰۰۸ | 59th Television Drama Academy Awards         | بهترین بازیگر              | Ryūsei no Kizuna پیوند شهابی                                   | برنده    |
| ۲۰۰۸ | 49th Monte-Carlo Television Festival         | بازیگر نقش اول در درام     | Ryūsei no Kizuna پیوند شهابی                                   | نامزدشده |
| ۲۰۰۹ | 46th Galaxy Awards                           | جایزه شخصی                 | Ryūsei no Kizuna, Door to Door پیوند شهاب و فروش خانه به خانه  | برنده    |
| ۲۰۱۱ | 14th Nikkan Sports Drama Grand Prix (Fall)   | بهترین بازیگر              | Freeter, Ie o Kau فریتر (کسی که شغل موقت دارد)، خانه می‌خرد     | برنده    |
| ۲۰۱۱ | 67th Television Drama Academy Awards         | بهترین بازیگر              | Freeter, Ie o Kau فریتر (کسی که شغل موقت دارد)، خانه می‌خرد     | برنده    |